# Brian Hart
Brian Hart (n. 7 septembrie 1936, Greater London, Anglia, Regatul Unit – d. 5 ianuarie 2014, Epping, Anglia, Regatul Unit) a fost un pilot englez de Formula 1 care a evoluat în Campionatul Mondial în sezonul 1967. A fondat compania Brian Hart Limited ce a construit motoare pentru mașini de curse utilizând pregătirea sa anterioară de inginer de construcții aeronautice.
1. ↑  Brian Hart, accesat în 9 octombrie 2017